# Johannes Haag (Werksdirektor)
Johannes Haag (* 30. April 1893 in Nürnberg; † 24. April 1953 in Haar (bei München)) war ein deutscher Hütteningenieur und Werksdirektor des Neunkircher Eisenwerks. 

## Leben
Johannes Haag studierte an der Technischen Hochschule München und musste von 1914 bis 1918 Kriegsdienst leisten. Nach dem Krieg setzte er das Studium mit dem Fach Eisenhüttenwesen fort, schloss mit einem Diplom ab und wurde 1922 Leiter des Thomasstahlwerkes in der Gutehoffnungshütte in Oberhausen im Ruhrgebiet. 1927 wechselte er als Betriebsingenieur zur Julienhütte in Bobrek in Oberschlesien. Dort blieb er zwei Jahre und kam 1929 zum Neunkircher Eisenwerk  als Oberingenieur im Thomas- und Martinwerk. 1936 wurde er dort Betriebsdirektor der gesamten Stahlwerksanlagen. Seine Berufung zum stellvertretenden Vorstandsmitglied und technischen Hüttenleiter fiel in das Jahr 1939. 1940 wurde er Nachfolger des Paul Nohl im Aufsichtsrat der Doggererz AG als Vertreter des Neunkircher Eisenwerks.
In den Jahren von 1943 bis 1945 war er Hüttendirektor und Technischer Leiter im Vorstand der Berghütte in Trzynietz im heutigen Tschechien. Haag beantragte am 25. Januar 1942 die Aufnahme in die NSDAP und wurde zum 1. April desselben Jahres aufgenommen (Mitgliedsnummer 9.016.859), von 1941 bis 1943 war er zudem SA-Sturmführer im Rang eines Leutnants.
Im Entnazifizierungsverfahren wurde er im Jahre 1947 als Mitläufer eingestuft. 